# Proasellus pisidicus
Proasellus pisidicus là một loài chân đều trong họ Asellidae. Loài này được Henry, Magniez & Notenboom miêu tả khoa học năm 1996.